# Billy Squier
William Haislip Squier (Wellesley, Massachusetts, 12 de maio de 1950) ou mais conhecido como Billy Squier, é um músico estadunidense de rock. Provavelmente, é mais conhecido por seu sucesso "The Stroke" do álbum de 1981 Dont Say No. Entre outros sucessos, podemos citar "In the Dark", "Rock Me Tonite", "Lonely Is the Night", "My Kinda Lover", "Everybody Wants You", "All Night Long" e "Emotions in Motion" e a melancólica homenagem a John Lennon, "Nobody Knows".

## Biografia

### Início
Começou a tocar  piano e guitarra muito jovem, mas não se realizou completamente na música até que descobriu Eric Clapton. Quando completou nove anos de idade, seu avô lhe ensinou a tocar piano. Tomou lições de seu avô durante dois anos. Depois das lições de piano, Squier se viu interessado na guitarra de um vizinho e a comprou por $95. Squier fez aulas de guitarra por dois meses e decidiu se dedicar totalmente à música, quando tinha 15 anos.

### Começos de sua carreira musical
A primeira apresentação de Squier em público foi num clube noturno em Boston, chamado Psychedelic Supermarket em 1968, onde Squier já havia visto Eric Clapton e sua banda Cream numa apresentação.

## Discografía

### Álbuns de Estúdio
| Ano  | Detalhes do Álbum    | Posições | Vendas                            |
| Ano  | Detalhes do Álbum    | US       | Vendas                            |
| ---- | -------------------- | -------- | --------------------------------- |
| 1980 | The Tale of the Tape | 169      |                                   |
| 1981 | Don't Say No         | 5        | - US: 3× Platino - CAN: Platino   |
| 1982 | Emotions in Motion   | 5        | - US: 2× Platinum - CAN: Platinum |
| 1984 | Signs of Life        | 11       | - US: Platino - CAN: Ouro         |
| 1986 | Enough Is Enough     | 61       |                                   |
| 1989 | Hear & Now           | 64       |                                   |
| 1991 | Creatures of Habit   | 117      |                                   |
| 1993 | Tell the Truth       | -        |                                   |
| 1998 | Happy Blue           | -        |                                   |

### Compilações
- A Rock and Roll Christmas (Vários artistas) (1994)
- 16 Strokes: The Best of Billy Squier (1995)
- Reach for the Sky: The Anthology (1996) (PolyGram)
- Classic Masters (2002)
- Absolute Hits (2005)

### Álbuns ao vivo
- King Biscuit Flower Hour Presents Billy Squier (1996)
- Live In The Dark(DVD)

### Singles
| Ano  | Single                  | Posições | Posições | Posições | Álbum              |
| Ano  | Single                  | US       | USMain   | CAN      | Álbum              |
| ---- | ----------------------- | -------- | -------- | -------- | ------------------ |
| 1981 | "The Stroke"            | 17       | 3        | 7        | Don't Say No       |
| 1981 | "In the Dark"           | 35       | 7        | 22       | Don't Say No       |
| 1981 | "Lonely Is the Night"   | —        | 28       | —        | Don't Say No       |
| 1981 | "My Kinda Lover"        | 45       | 31       | —        | Don't Say No       |
| 1982 | "Everybody Wants You"   | 32       | 1        | 26       | Emotions in Motion |
| 1982 | "Emotions in Motion"    | 68       | 20       | 13       | Emotions in Motion |
| 1982 | "Learn How to Live"     | —        | 15       | —        | Emotions in Motion |
| 1982 | "Keep Me Satisfied"     | —        | 46       | —        | Emotions in Motion |
| 1983 | "She's a Runner"        | 75       | 44       | —        | Emotions in Motion |
| 1984 | "Rock Me Tonite"        | 15       | 1        | 31       | Signs of Life      |
| 1984 | "All Night Long"        | 75       | 10       | —        | Signs of Life      |
| 1984 | "Eye on You"            | 71       | 29       | —        | Signs of Life      |
| 1986 | "Love Is the Hero"      | 80       | 17       | —        | Enough Is Enough   |
| 1986 | "Shot ou' Love"         | —        | 30       | —        | Enough Is Enough   |
| 1989 | "Dom't Say You Love Me" | 58       | 4        | —        | Hear and Now       |
| 1989 | "Tied Up"               | —        | 20       | —        | Hear and Now       |
| 1989 | "Dom't Let Me Go"       | —        | 38       | —        | Hear and Now       |
| 1991 | "She Goes Down"         | —        | 4        | —        | Creatures of Habit |
| 1991 | "Facts of Life"         | —        | 37       | —        | Creatures of Habit |
| 1993 | "Angry"                 | —        | 15       | —        | Tell the Truth     |